# Исаченко, Василий Лаврентьевич
Васи́лий Лавре́нтьевич Исаче́нко (6 [18] апреля 1839 — 3 [16] октября 1915) — русский юрист и судья, тайный советник (1907). Доктор гражданского права и судопроизводства (1914).
Математик по образованию, в тридцать три года перешел с должности гимназического преподавателя на судейскую службу, достигнув поста сенатора гражданского кассационного департамента Правительствующего Сената — высшей судебной инстанции Российской империи. 
Автор капитального девятитомного комментария к Уставу гражданского судопроизводства 1864 года, принятому в ходе судебной реформы Александра II. Также составил два обширных свода кассационной практики по гражданскому праву и судопроизводству, содержащих около 19 тысяч правовых позиций Сената за пятьдесят лет. Был известен как выдающийся стилист, чьи труды отличались систематичностью и ясностью изложения.

## Биография

### Детство и юность. Работа учителем
Происходил из старинной малороссийской купеческой фамилии, носители которой с XVIII века служили в казачьих чинах, затем поставляли продовольствие для армии. Его отец разорился после Крымской войны, и Василия приютили родственники. Школу не посещал; после домашнего обучения грамоте он был отдан мальчиком в лавку в родном Почепе — маленьком городке Черниговской губернии; затем работал приказчиком.
Рано обнаружил незаурядные математические способности. Путем расспросов студентов, волею случая проезжавших через Почеп, Василий Исаченко выяснил требования, предъявляемые к поступающим в российские университеты, и стал самостоятельно готовиться к университетским экзаменам (лица, не обучавшиеся в гимназиях или не имевшие гимназического аттестата, при поступлении в университеты должны были выдержать полные — по всему гимназическому курсу — вступительные испытания). Своей жаждой знаний он заразил и своего младшего брата Лаврентия, и оба, скопив по 12 рублей, весной 1862 года уехали в Санкт-Петербург получать высшее образование.
В 1862 году Исаченко поступил на математическое отделение физико-математического факультета Императорского Санкт-Петербургского университета. На жизнь зарабатывал уроками. Еще студентом третьего курса издал «Курс теоретической арифметики» (1864). В 1865 году окончил университет со степенью кандидата. После окончания университета совершил продолжительное путешествие по Европе.
В 1866 году назначен старшим учителем математики и естественной истории Минской мужской гимназии, впоследствии занял аналогичную должность в Минской женской гимназии. В 1870—1872 годах состоял секретарем Минского губернского статистического комитета.

### Мировой судья
После введения в 1871 году в Минской губернии института мировых судей Исаченко принял решение посвятить себя судейской карьере. В 1872—1877 годах — участковый мировой судья Игуменского уезда Минской губернии. В свободное от службы время занимался самообразованием, выписывая всю доступную в то время литературу по русскому гражданскому праву; изучал римское право по книгам французских и немецких авторов (Г. Ф. Пухты, Б. Виндшейда, Ж. Э. Гудсмита, Т. Марецолля, О. фон Бюлова) и иностранное право (Прусское земское уложение, Саксонское зерцало, баварский Codex Maximilianeus); делал выписки из кассационных решений Правительствующего Сената.
В 1877—1880 годах — участковый мировой судья Минского округа.

### В окружных судах. «Гражданский процесс»
В 1880—1883 годах — член Екатеринославского окружного суда по гражданскому отделению. В этот период Исаченко начал печататься в юридических журналах — «Юридическом вестнике», «Судебной газете», «Журнале Министерства юстиции» и других. Участвовал в составлении свода «Замечания о недостатках действующих гражданских законов», изданного комиссией по подготовке проекта Гражданского уложения в 1891 году. Занимался организацией библиотеки суда.
В 1883—1886 годах — член Минского окружного суда по гражданскому отделению. В 1886—1899 годах — товарищ председателя Минского окружного суда. Работал в комиссии по ревизии старых судебных учреждений Виленского округа. Избирался гласным городской думы, принимал деятельное участие в вопросах благоустройства, образовательной и культурной жизни Минска. Пользовался большим уважением среди горожан.
В 1890—1896 годах Исаченко опубликовал фундаментальный труд «Гражданский процесс» — шеститомный комментарий ко второй книге Устава гражданского судопроизводства 1864 года, содержащей нормы об общем порядке судебного процесса по гражданским делам: производстве в окружных судах, апелляции, кассации и исполнительном производстве. Впоследствии издал три отдельных тома комментариев к другим разделам Устава — общим положениям, а также первой книге (мировая юстиция) и третьей книге (особые производства). Комментарии Исаченко не охватили лишь четвертую и пятую книги Устава, посвященные соответственно охранительному судопроизводству и порядку судопроизводства в отдельных национальных окраинах империи.
После выхода «Гражданского процесса» Исаченко приобрел широкую известность в юридических кругах, войдя в число крупнейших ученых-процессуалистов. На него обратил внимание министр юстиции Н. В. Муравьев, который в 1898 году пригласил Исаченко в Санкт-Петербург для участия в работе Высочайше учрежденной комиссии для пересмотра законоположений по судебной части (так называемой «Муравьевской комиссии»).
С 1896 года — действительный статский советник.
В 1899—1901 годах — товарищ председателя Московского окружного суда. Написал двухтомный учебник — руководство для студентов и начинающих юристов «Русское гражданское судопроизводство» (1900—1901), содержащее изложение как искового, так и охранительного и конкурсного судопроизводства. Поводом для издания этого руководства послужили практические занятия кандидатов на судебные должности, организованные председателем Московского окружного суда Н. В. Давыдовым.

### В Сенате
В 1901—1907 годах — товарищ обер-прокурора гражданского кассационного департамента Правительствующего Сената, одновременно с 1905 года — член Консультации при Министерстве юстиции. В условиях процветавшей в России судебной волокиты Исаченко неоднократно шел навстречу просьбам тяжущихся об ускорении рассмотрения дел.
17 января 1907 года назначен сенатором гражданского кассационного департамента Правительствующего Сената. В 1907—1908 годах присутствовал в Соединенном присутствии Первого и кассационных департаментов Правительствующего Сената. Составил два обширных свода кассационной практики по гражданскому праву и судопроизводству, содержащих около 19 тысяч разъяснений и толкований законов («кассационных положений») из решений Сената за пятьдесят лет.
Исаченко дружил с С. А. Муромцевым, с которым еще в 1903 году задумал совместную работу над научно-практическим комментарием к книге IV части 1 тома X Свода законов, посвященной договорам. Сотрудничество ученых так и не состоялось из-за занятости Муромцева политической деятельностью, а затем и его смерти в 1910 году. Комментарий «Обязательства по договорам» был написан сенатором в соавторстве с сыном — Василием Васильевичем Исаченко, однако остался незаконченным (в 1914 году были изданы первый том и первый выпуск второго тома).
Владел 458 десятинами земли в Курской губернии и каменным домом в Минске, а также имением в селе Рождественское Новгородской губернии (соседями Исаченко по имению были присяжные поверенные И. А. Корсаков и Д. В. Стасов).
Отличался высокой работоспособностью, до самой старости продолжал публиковать новые крупные научные работы и переиздавать старые, а также рассматривать дела в Сенате. Уже в преддверии близкого конца Исаченко дописывал мнение по очередному сенатскому делу, а 3 октября, за двадцать минут до смерти, задыхаясь, потребовал от сына найти соответствующее место в его книгах, которое касалось вопроса, подлежавшего обсуждению в заседании, и спешно переслать его обер-прокурору, дававшему заключение по делу. Последнее мнение сенатора было с пиететом зачитано кассационной коллегией в заседании 6 октября. 
Похоронен на Никольском кладбище Александро-Невской лавры.

## Семья
Отец — Лаврентий Петрович Исаченко, мать происходила из дворянского рода Брешко-Брешковских. Младший брат — нотариус Лаврентий Лаврентьевич Исаченко, сыном которого был микробиолог Б. Л. Исаченко.
Василий Лаврентьевич был женат на лютеранке по фамилии Гольцберг, в браке в 1873—1888 годах родились пятеро сыновей и четверо дочерей.
Сын — присяжный поверенный Василий Васильевич Исаченко (1880—1925), выпускник Императорского училища правоведения. Опубликовал ряд юридических работ. В 1920 году эмигрировал из Советской России, умер в Берлине. В его семье родился лингвист А. В. Исаченко.
Дочь — художник-реставратор Наталья Васильевна Исаченко (1880—1957), получила высшее художественное образование, работала старшим научным сотрудником Этнографического отдела Русского музея. В 1933 году арестована по «Делу славистов», в 1934 году приговорена к 3 годам исправительно-трудовых лагерей, отбывала срок в Сиблаге; досрочно освобождена в 1936 году. Скончалась в Ленинграде.

## Оценки современников
В юридическом мире дореволюционной России Исаченко был известен как выдающийся стилист; его работы пользовались большим влиянием среди юристов-практиков. Современники высоко отзывались о его сочинениях:

Каков же стиль В. Л.? О нем давно составилось общее мнение: он в высшей степени ясен, прост и точен, свободен от всякой туманности и недосказанности, и в то же время чрезвычайно легок, жив и нагляден. Словом, это — стиль математика с богатым воображением или, иначе, стиль прирожденного юриста-комментатора. Таким и был В. Л. Его комментарии по строгой логичности выводов и по чрезвычайному богатству казуистики, иллюстрирующей их, представляют во многих случаях классические образцы этого рода литературы.— Е. В. Васьковский

Легкое и увлекательное изложение запутаннейших проблем, снабжаемое везде обильными указаниями на жизненное, на огромное жизненное значение разбираемых вопросов — вопросов, могущих с первого взгляда показаться абстрактными, в конкретной жизни не встречающими себе применения, строгий и даже строжайший формально-логический анализ, не отрывающийся, однако, никогда от живой жизни, — все это приохотило многих к занятию вопросами процессуального гражданского права.— А. Г. Гойхбарг
Давая оценку Исаченко и его комментариям к Уставу гражданского судопроизводства, М. В. Винавер назвал сенатора «авторитетнейшим толкователем одного из крупнейших актов законодательного творчества эпохи Великих реформ», и отметил, что ему «было присвоено в наших судах по традиции нечто подобное римскому jus respondendi». По словам автора заметки, опубликованной в «Вестнике права» по случаю 75-летнего юбилея Исаченко, «изо дня в день тысячи юристов всех общественных положений и рангов обращаются к его трудам, ища ответа в его комментариях, сводах кассационных положений и руководствах».

## Награды
В. Л. Исаченко был удостоен ряда наград:
- орден Святого Владимира 4-й степени (1883);
- орден Святого Станислава 2-й степени (1886);
- орден Святой Анны 2-й степени (1893);
- орден Святого Владимира 3-й степени (1900);
- орден Святого Станислава 1-й степени (1903);
- орден Святой Анны 1-й степени (1906);
- орден Святого Владимира 2-й степени (1911);
- орден Белого орла (1914).

Также был награжден медалью «В память царствования императора Александра III».
В мае 1914 года решением Совета Казанского университета сенатору Исаченко была присвоена ученая степень доктора гражданского права и судопроизводства honoris causa «ввиду его выдающихся работ в области русского гражданского процесса». 27 июня 1914 года утвержден в степени Министерством народного просвещения.